# Гревениц, Александр Фёдорович

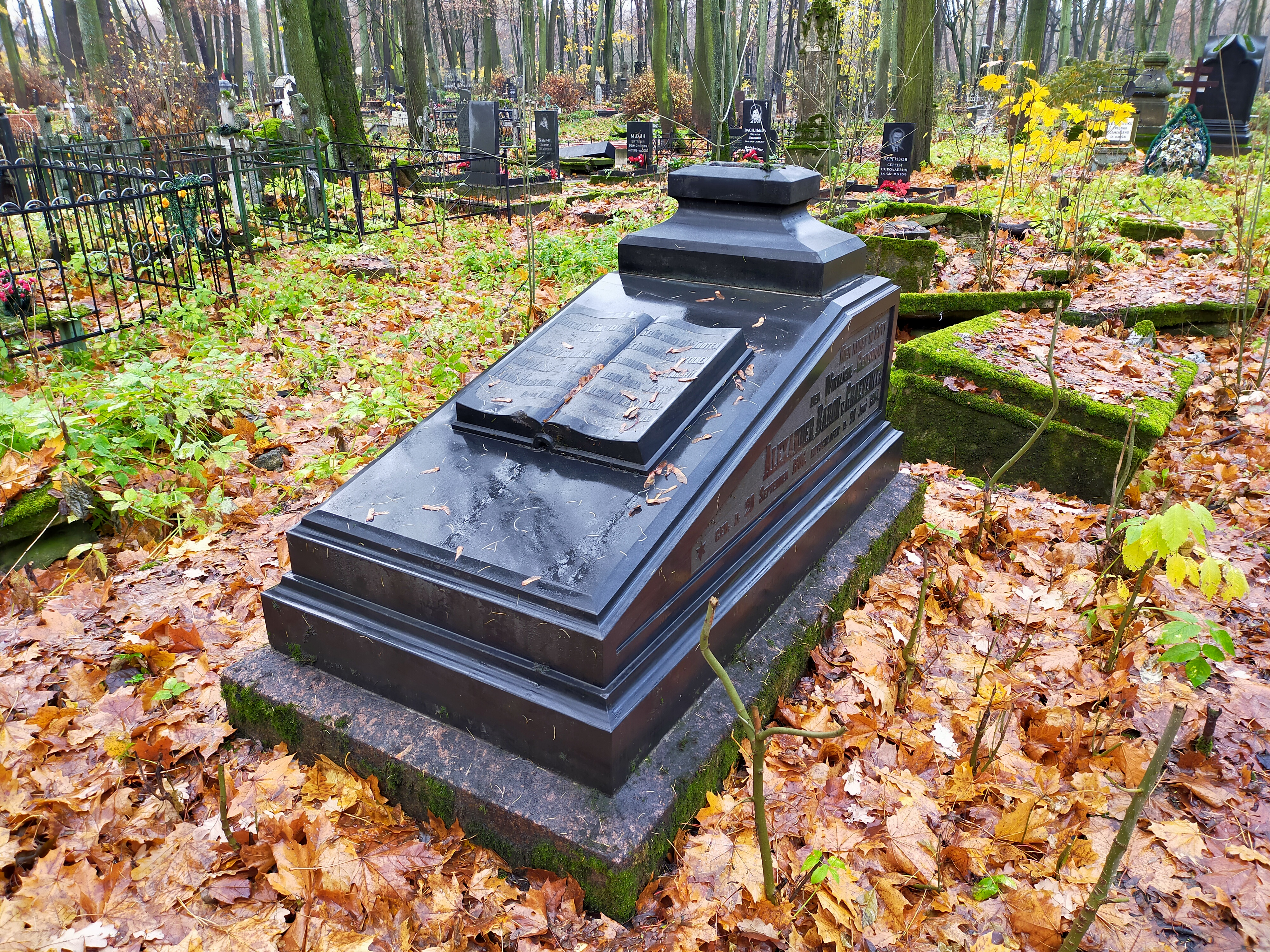
Памятник на могиле барона А.Ф.Гревениц (1806-1884) и его супруги баронессы М.А.Гревениц (1817-1901), Волковское лютеранское кладбище

Барон (с 21.03.1851) Александр Фёдорович Гревениц (нем. Alexander Karl Friedrich von Graevenitz; 1806—1884) — российский государственный деятель, сенатор. Действительный тайный советник.

## Биография
Родился 20 сентября (2 октября) 1806 года в семье действительного статского советника  Фёдора Карловича Гревеница (1760—1817). Братья: действительные статские советники Павел (1798—1847) и Фёдор (1802—1859).
В 1824 году был выпущен с 2-й серебряной медалью из Благородного пансиона при Царскосельском лицее. В службе и классном чине — с 1825 года.
8.12.1844 года был произведён в действительные статские советники с назначением директором Общей канцелярии Министерства финансов. С 1851 года помощник статс-секретаря Государственного совета.
В декабре 1853 года был произведён в тайные советники. С 23 октября 1858 года был назначен сенатором; был присутствующим в I отделении V департамента (до 19.08.1860), присутствующим во II отделении III департамента и первоприсутствующий в департаменте герольдии (с 28.12.1881) Правительствующего Сената. С 1 января 1873 года — действительный тайный советник.
Умер в Берлине 21 июня (3 июля) 1884 года. Похоронен в Санкт-Петербурге на Волковом лютеранском кладбище.

## Награды
Был награждён всеми российскими орденами вплоть до ордена Святого Александра Невского:
- орден Св. Станислава 1-й ст. (01.01.1847)
- орден Св. Анны 1-й ст. (03.04.1849); императорская корона к ордену (08.04.1851)
- орден Св. Владимира 2-й ст. (26.08.1856)
- орден Белого орла (30.08.1858)
- орден Св. Александра Невского (1869), бриллиантовые знаки к ордену (1875)
- орден Св. Владимира 1-й ст. (1881)

## Семья
Жена (с 10.04.1836), дочь А. И. Перетц, Мария Абрамовна (1817—1901). Их дети (всего родилось 5 сыновей и 3 дочери):
- Александр (1837—1901) — действительный статский советник, служил при МИД Российской империи
- София (1839—?), была замужем за своим родным дядей, Егором Абрамовичем Перетцем
- Фёдор (1841—1881) — статский советник, директор Московского воспитательного дома (с 1876)
- Евгений (1847—1887)
- Николай (1848—1898) — тайный советник, директор Департамента общих дел МВД
- Георгий (1857—1939) — шталмейстер (1913)